# GP van de stad Geluwe
De GP van de stad Geluwe is een voormalige jaarlijkse wielerwedstrijd in het West-Vlaamse Geluwe die vanaf 1998 georganiseerd werd. De wedstrijd was altijd ongeveer 165 km lang.